# Sic semper tyrannis
Sic semper tyrannis (latin för "Så må det alltid gå tyrannerna") är en fras som enligt sägnen uttalades av Marcus Junius Brutus, den mest kände sammansvurne och ledaren för komplotten mot den romerske diktatorn Julius Caesar som mördades av de sammansvurna under ett möte i senaten den 15 mars 44 f.Kr. Frasen är troligen ett senare tillägg då den inte nämns av några samtida romerska författare.
Frasen är dessutom den amerikanska delstaten Virginias motto sedan sent 1700-tal och orden som John Wilkes Booth enligt vittnen skrek kort efter att han hade skjutit Abraham Lincoln. 